# تیم ملی بسکتبال زنان ایتالیا
تیم ملی بسکتبال زنان ایتالیا (به ایتالیایی: Nazionale di pallacanestro femminile dell'Italia) نماینده ایتالیا در مسابقات بین‌المللی بسکتبال زنان است.